# Lathyrus davidii
Lathyrus davidii är en ärtväxtart som beskrevs av Henry Fletcher Hance. Lathyrus davidii ingår i släktet vialer, och familjen ärtväxter. Inga underarter finns listade i Catalogue of Life.

## Bildgalleri

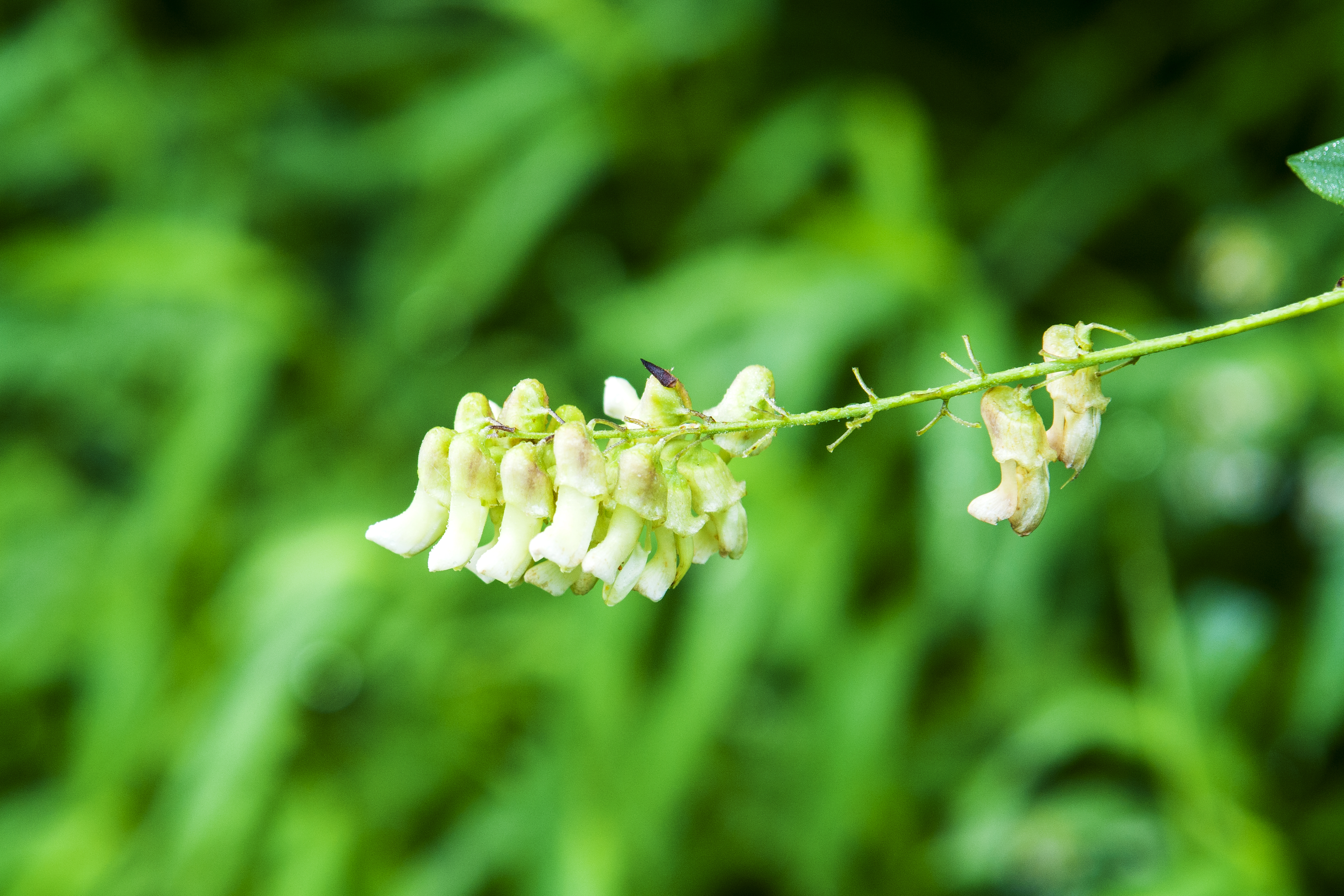
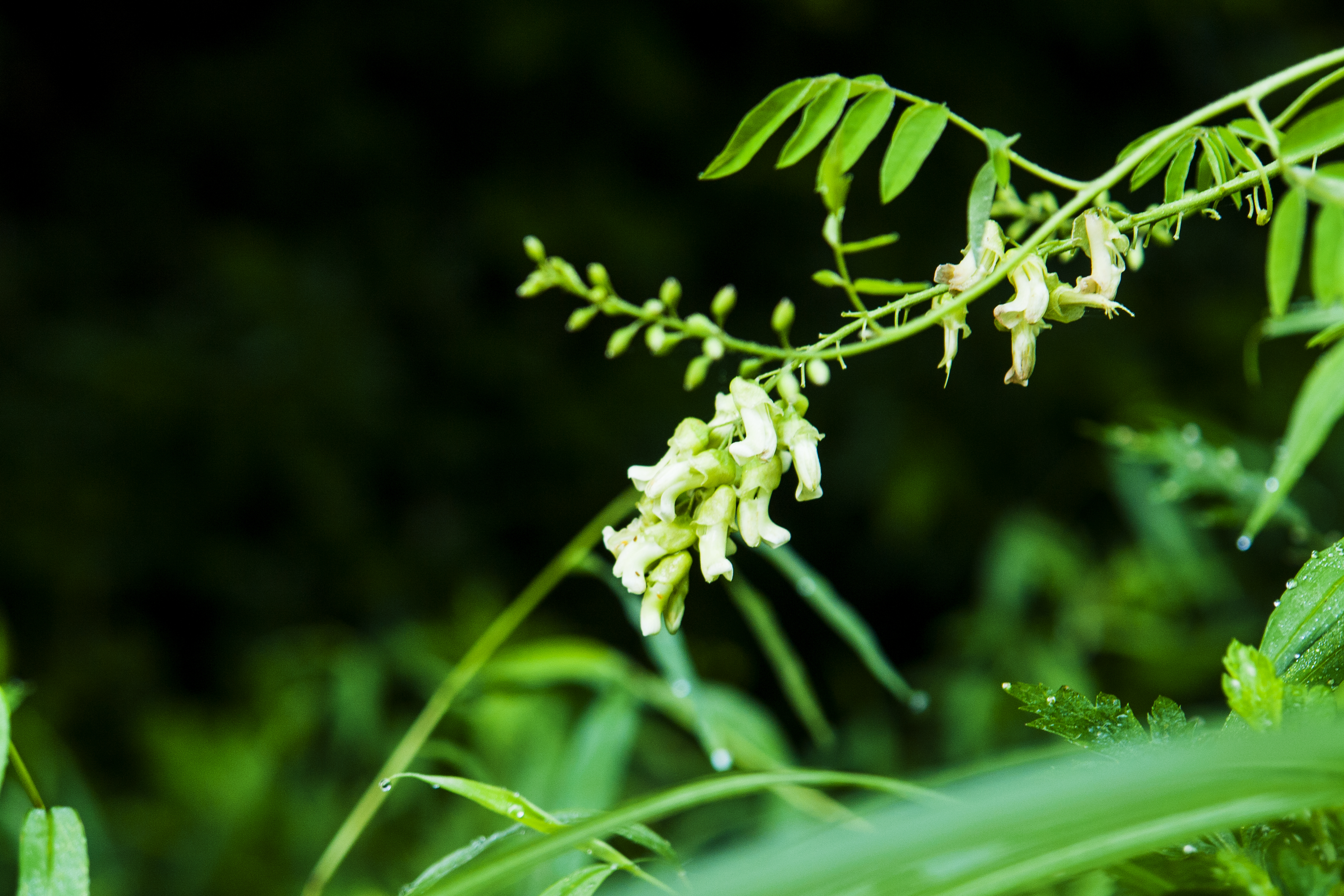
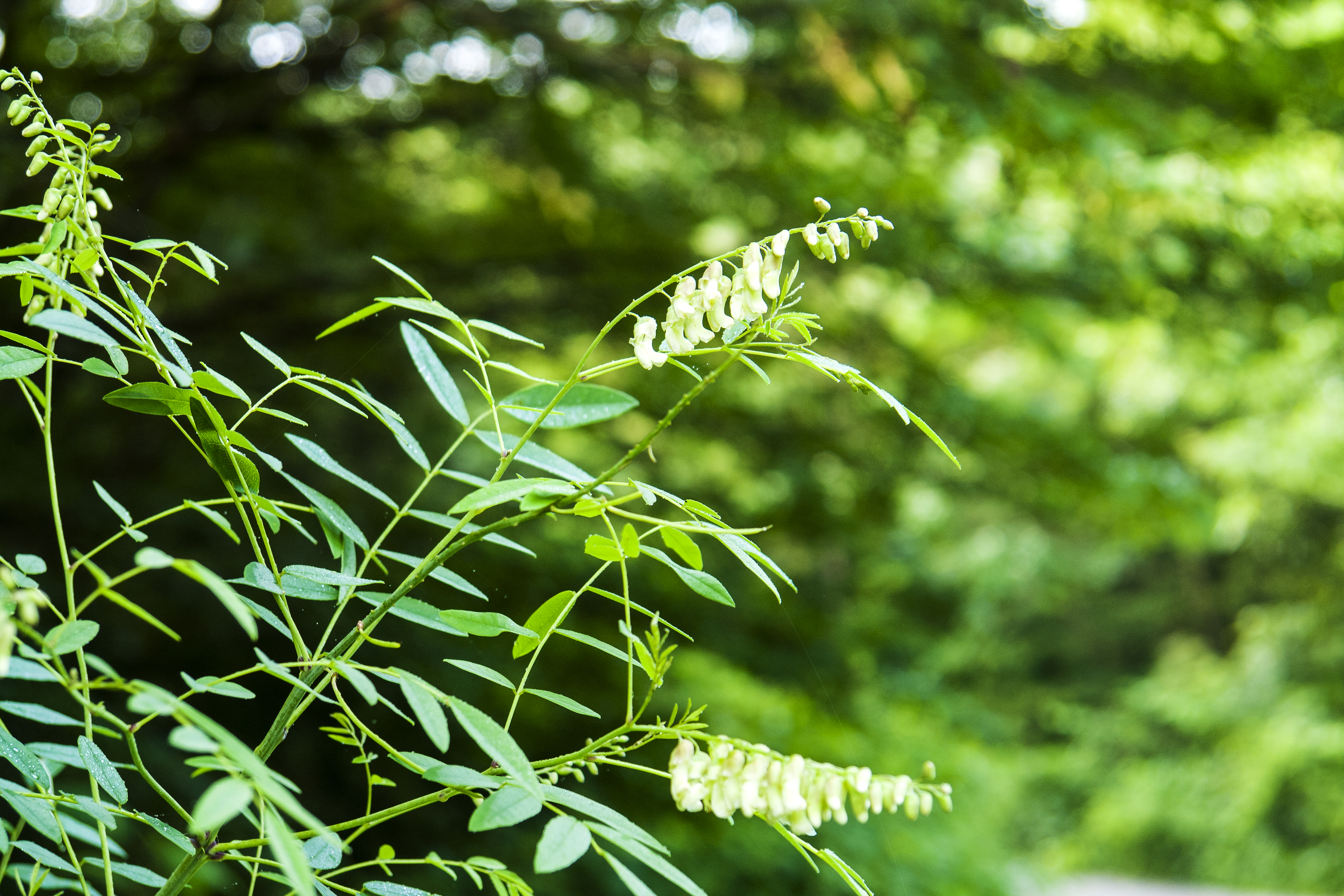
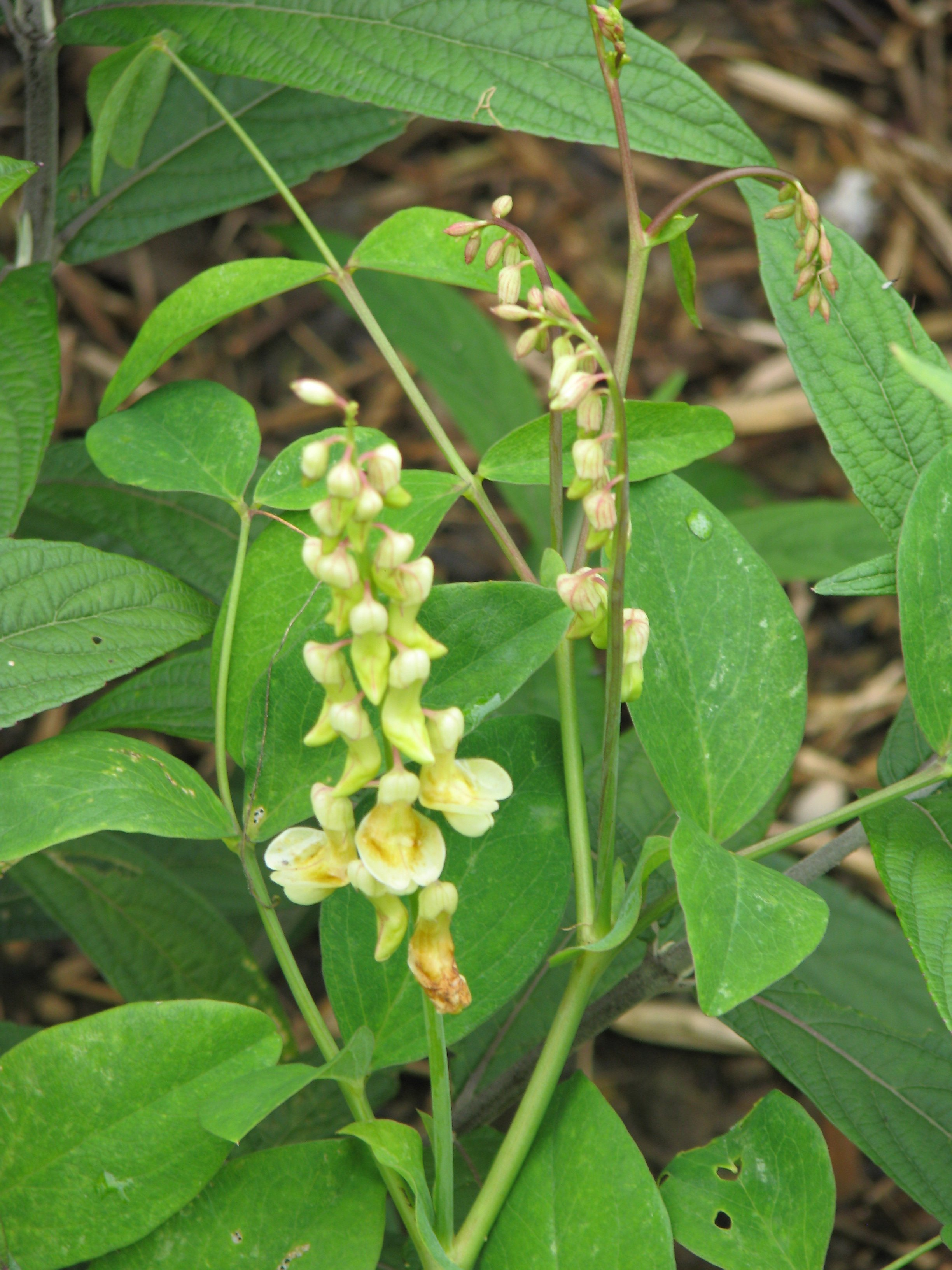